# Повстанське
Повста́нське (кол. с-ще Червоноповстанської РТС) — село в Україні, у Біляївській міській громаді Одеської області. Населення становить 407 осіб.
Рішенням Одеського облвиконкому від 10 червня 1960 р. селище Червоноповстанської РТС Біляївської селищної Ради перейменовано на с. Повстанське.

## Політика

### Парламентські вибори, 2019
На позачергових парламентських виборах 2019 року у селі функціонувала окрема виборча дільниця № 510267, розташована у приміщенні будинку культури.
Результати
- зареєстровано 278 виборців, явка 51,44%, найбільше голосів віддано за «Слугу народу» — 62,41%, за «Опозиційну платформу — За життя» — 16,31%, за Всеукраїнське об'єднання «Батьківщина» — 4,96%.[4] В одномандатному окрузі найбільше голосів отримав Василь Гуляєв (самовисування) — 38,64%, за Сергія Колебошина (Слуга народу) — 34,09%, за Сергія Білюка (самовисування) — 7,58%[5].

## Населення
Згідно з переписом 1989 року населення селища становило 409 осіб, з яких 186 чоловіків та 223 жінки.
За переписом населення 2001 року в селищі мешкало 407 осіб.

### Мова
Розподіл населення за рідною мовою за даними перепису 2001 року:
| Мова       | Відсоток |
| ---------- | -------- |
| українська | 54,55 %  |
| російська  | 45,21 %  |

## Постаті
- Шаповал Андрій Миколайович (1977—2014) — старший сержант Збройних сил України, учасник російсько-української війни.